# Kunghit Island
Kunghit Island är en ö i Kanada.   Den ligger i North Coast Regional District och provinsen British Columbia, i den sydvästra delen av landet, 4 000 km väster om huvudstaden Ottawa. Arean är 131 kvadratkilometer.
Terrängen på Kunghit Island är lite kuperad. Öns högsta punkt är 536 meter över havet. Den sträcker sig 23,9 kilometer i nord-sydlig riktning, och 13,5 kilometer i öst-västlig riktning.
I omgivningarna runt Kunghit Island växer i huvudsak barrskog. Trakten runt Kunghit Island är nära nog obefolkad, med mindre än två invånare per kvadratkilometer.